# المقدسية (الخليل)

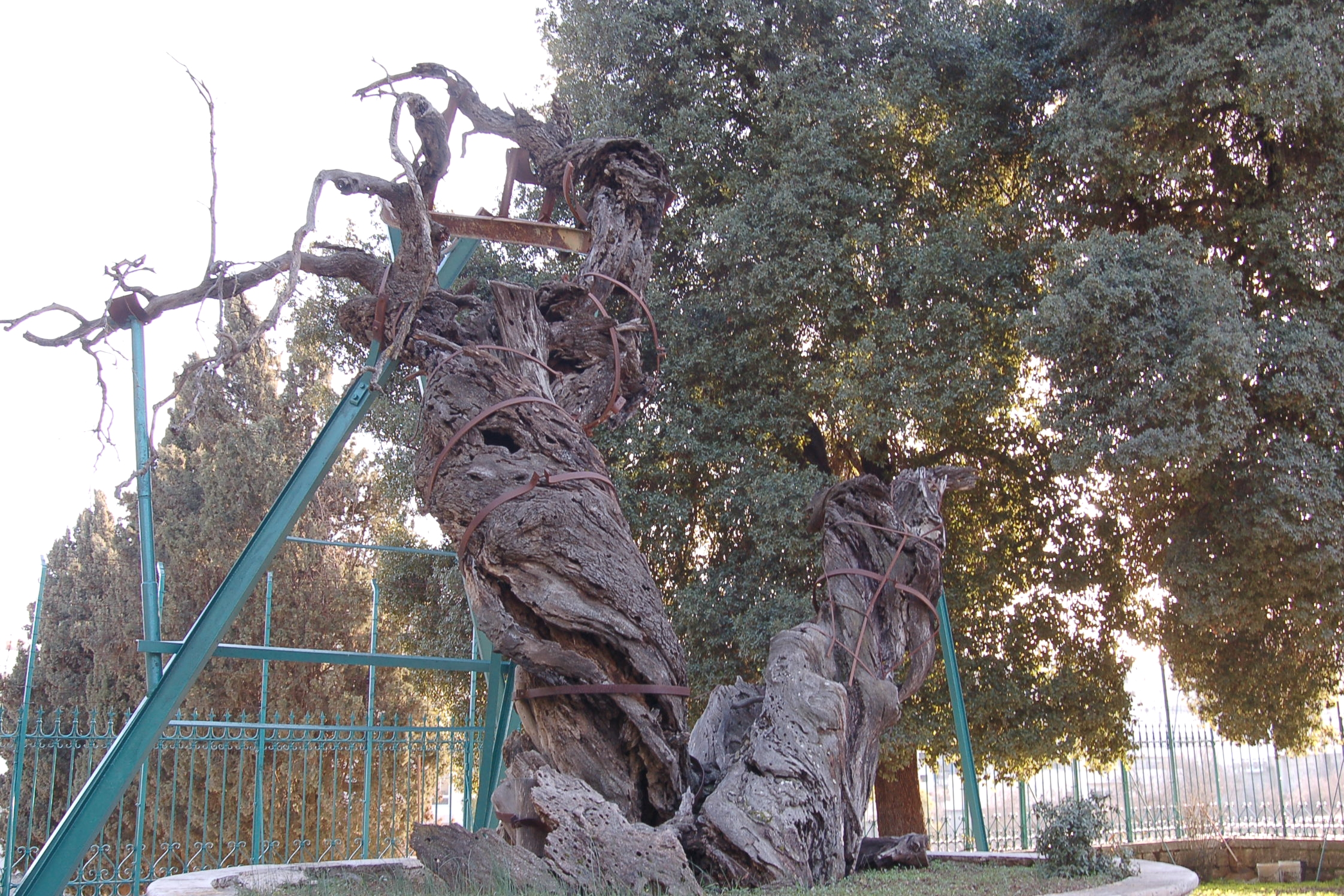
بلوطة ابراهيم في مدينة الخليل بالضفةالغربية

المقدسية من المواقع الدينية في محافظة الخليل في فلسطين. تقع بالقرب من كنيسة المسكوبية على جبل الجلدة وهي شجرة ضخمة يرجح بأن عمرها يزيد عن خمس آلاف سنة لا يسمح لأحد بالدخول إليها حفاظا عليها،وتعرف باسم(بلوطةإبراهيم).